# Вегерівка
Веге́рівка — село в Україні, у Путивльській міській громаді Конотопського району Сумської області. Населення становить 10 осіб. Колишній орган місцевого самоврядування — В'язенська сільська рада.

## Назва

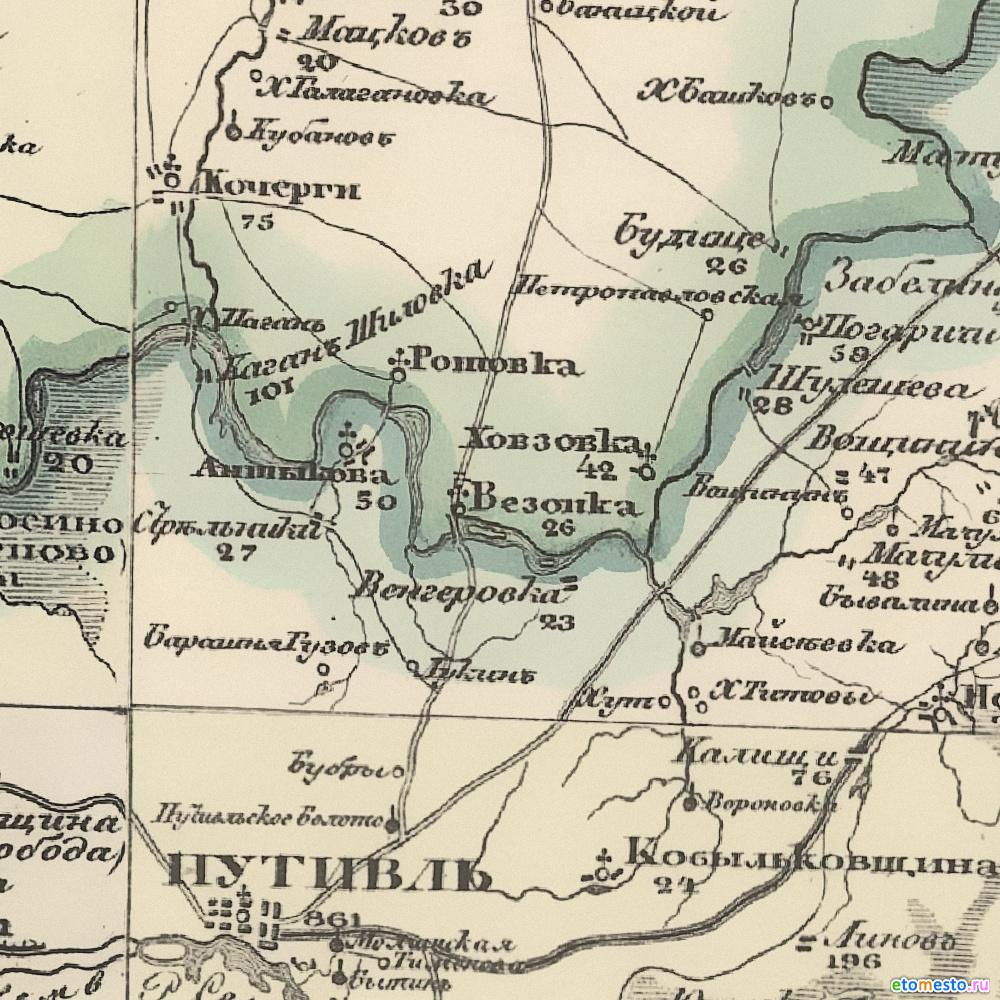
Фрагмент карти Шуберта 1826—1840 рр.

Назва села «Вегерівка» походить від Вегера, прізвисько ‘мадяр, угрин’ від явно польського węgier [Архівовано 20 червня 2017 у Wayback Machine.] з втратою назальності -ę-. Доказом цієї теорії може слугувати спеціальна карта Західної частини Росії Шуберта 1826—1840 років, де Вегерівка записана як «Венгеровка».

У документах та на картах 19 століття зустрічається друга назва села — Галківщина. Зараз цю назву використовують жителі сусіднього села Котівка, щоб позначити частину свого села.

## Географія
Село Вегерівка знаходиться на лівому березі річки Клевень, вище за течією на відстані 3 км розташоване село Руднєве, нижче за течією на відстані 1 км розташоване село Котівка, на протилежному березі — село Роща. Річка в цьому місці звивиста, утворює лимани, стариці і заболочені озера. Поруч проходить автомобільна дорога Т 1908.

## Історія
За даними на 1862 рік у власницькому селі Вегерівка (Галківщина) Путивльського повіту Курської губернії мешкало 108 осіб (50 чоловіків та 58 жінок), налічувалось 7 дворових господарств. На 17 грудня 1926 року у селі було 40 господарств і мешкало 191 осіб (95 чоловіків та 96 жінок).
12 червня 2020 року, відповідно до розпорядження Кабінету Міністрів України № 723-р «Про визначення адміністративних центрів та затвердження територій територіальних громад Сумської області», село увійшло до складу Путивльської міської громади.
19 липня 2020 року, в результаті адміністративно-територіальної реформи та ліквідації Путивльського району, увійшло до складу новоутвореного Конотопського району.

## Населення
Згідно з переписом УРСР 1989 року чисельність наявного населення села становила 18 осіб, з яких 7 чоловіків та 11 жінок.
За переписом населення України 2001 року в селі мешкало 10 осіб.

### Мова
Розподіл населення за рідною мовою за даними перепису 2001 року:
| Мова       | Чисельність | Відсоток |
| ---------- | ----------- | -------- |
| українська | 9           | 90%      |
| російська  | 1           | 10%      |
| Усього     | 10          | 100%     |